# Newport (Washington)
Newport az Amerikai Egyesült Államok északnyugati részén, Washington állam Pend Oreille megyéjében elhelyezkedő város, a megye székhelye. A 2010. évi népszámlálási adatok alapján 2126 lakosa van.
A város oktatási intézményeinek fenntartója a Newporti Iskolakerület.

## Történet
A település nevét 1890-ben vette fel, amikor a helységet jelölték ki a Pend Oreille folyó első gőzhajója vízrebocsátási helyének. Newport 1903. április 16-án kapott városi rangot. Az első, a folyó felett átívelő hidat 1906-ban emelték, melynek szerkezetét 1926-ban és 1988-ban cserélték.
2015. július 14-én a Zodiac Aerospace színháztermében történt robbanás következtében öten megsérültek; az épület környezetét hatszáztíz méteres körben evakuálták.
A város egyik legjelentősebb épülete az 1894 óta kisebb megszakításokkal folyamatosan üzemelő Kelly's Bar and Grill, amely az állam második legrégebbi bárja.

## Éghajlat
A város éghajlata nedves kontinentális (a Köppen-skála szerint Dsb. illetve Dbf). A telek hidegek és nyirkosak, a nyarak pedig melegek és szárazak. A legcsapadékosabb hónap 2006 novembere (211,8 mm), a legcsapadékosabb év pedig 1950 (950 mm) volt; a legszárazabb év 1985 (446,8 mm). A legtöbb hó 1955–1956-ban (344,7 cm), a legkevesebb pedig 1935–1936-ban (25,4 cm) hullt.
| Hónap                         | Jan.  | Feb.  | Már.  | Ápr.  | Máj. | Jún. | Júl. | Aug. | Szep. | Okt.  | Nov.  | Dec.  | Év    |
| ----------------------------- | ----- | ----- | ----- | ----- | ---- | ---- | ---- | ---- | ----- | ----- | ----- | ----- | ----- |
| Rekord max. hőmérséklet (°C)  | 13,3  | 16,1  | 23,9  | 33,9  | 35,6 | 38,9 | 41,7 | 41,1 | 36,7  | 28,9  | 17,8  | 15,6  | 41,7  |
| Átlagos max. hőmérséklet (°C) | −0,6  | 2,8   | 8,9   | 13,9  | 19,4 | 23,3 | 28,3 | 27,8 | 22,2  | 12,8  | 3,9   | −1,1  | 13,5  |
| Átlagos min. hőmérséklet (°C) | −6,1  | −6,1  | −2,8  | 0,0   | 4,4  | 7,8  | 9,4  | 8,3  | 4,4   | 0,0   | −2,8  | −6,7  | 0,9   |
| Rekord min. hőmérséklet (°C)  | −40,6 | −39,4 | −25,6 | −33,9 | −8,3 | −3,9 | −2,8 | −3,9 | −11,7 | −18,3 | −25,6 | −38,3 | −40,6 |
| Átl. csapadékmennyiség (mm)   | 74    | 56    | 60    | 55    | 58   | 54   | 30   | 24   | 30    | 54    | 89    | 100   | 684   |
| Forrás: The Weather Channel   |       |       |       |       |      |      |      |      |       |       |       |       |       |

## Népesség
A 2010-es népszámláláskor a városnak 2126 lakója, 874 háztartása és 506 családja volt. A népsűrűség 619,8 fő/km2. A lakóegységek száma 954, sűrűségük 278,1 db/km2. A lakosok 92,3%-a fehér, 0,3%-a afroamerikai, 1%-a indián, 1,1%-a ázsiai, 0,4%-a a Csendes-óceáni szigetekről származik, 1,2%-a egyéb, 3,7%-a pedig kettő vagy több etnikumú. A spanyol vagy latino származásúak aránya 4,5% (3,3% mexikói, 0,1% Puerto Ricó-i,  1,1% egyéb spanyol vagy latino származású.)
A háztartások 34%-ában élt 18 évnél fiatalabb. 35,7% házas, 17,6% egyedülálló nő, 4,6% egyedülálló férfi, 42,1% pedig nem család. 38,4% egyedül élt; 18,9%-uk 65 éves vagy idősebb. Egy háztartásban átlagosan 2,32 személy élt; a családok átlagmérete 3,04 fő.
A medián életkor 38,8 év volt. A város lakóinak 27,6%-a 18 évesnél fiatalabb, 7,6% 18 és 24 év közötti, 21,4%-uk 25 és 44 év közötti, 22,7%-uk 45 és 64 év közötti, 20,7%-uk pedig 65 éves vagy idősebb. A lakosok 46,6%-a férfi, 53,4%-a pedig nő.

## Fordítás
Ez a szócikk részben vagy egészben  a   Newport, Washington című angol Wikipédia-szócikk ezen változatának fordításán alapul.  Az eredeti cikk szerkesztőit annak laptörténete sorolja fel. Ez a jelzés csupán a megfogalmazás eredetét és a szerzői jogokat jelzi, nem szolgál a cikkben szereplő információk forrásmegjelöléseként.